# アイスロード

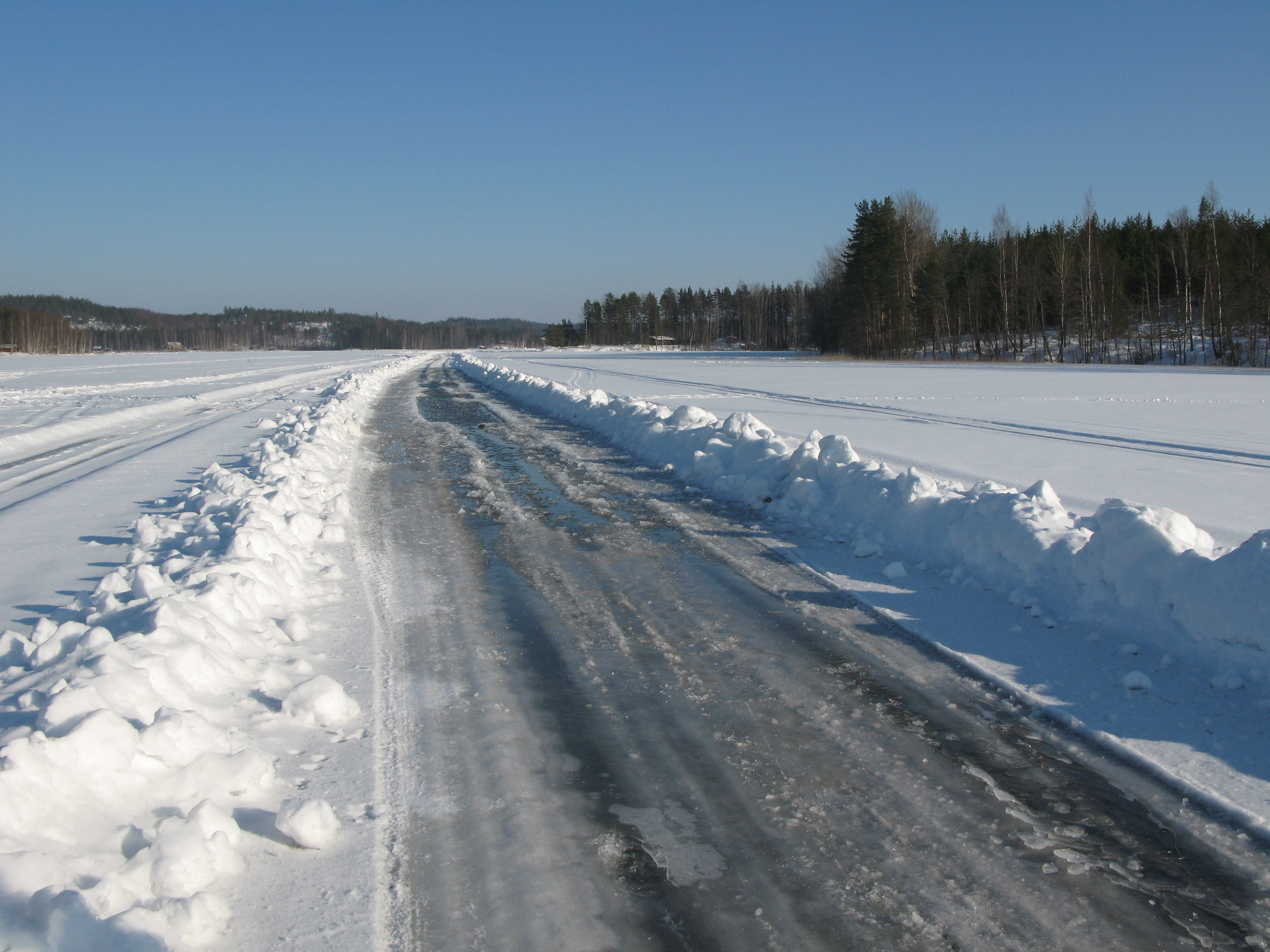
フィンランド・サイマー湖のアイスロード

アイスロード（英語: ice road）は、寒冷地において凍結した自然水面（河川や湖沼、もしくは海氷面）の上に作られる冬季限定の道路のこと。これによって、常設道路の存在しない孤立地域への陸送が一時的に可能になる。陸路がない場合に航空便として輸送される物資をより安価に運ぶことができるだけでなく、航空便では困難な大きい・重い貨物の輸送もできるようになる。
アイスロードは夏場のフェリーに対応する冬季の代替輸送手段であるが、フェリーとアイスロードは毎年数週間、並行して運用される。

## 機能

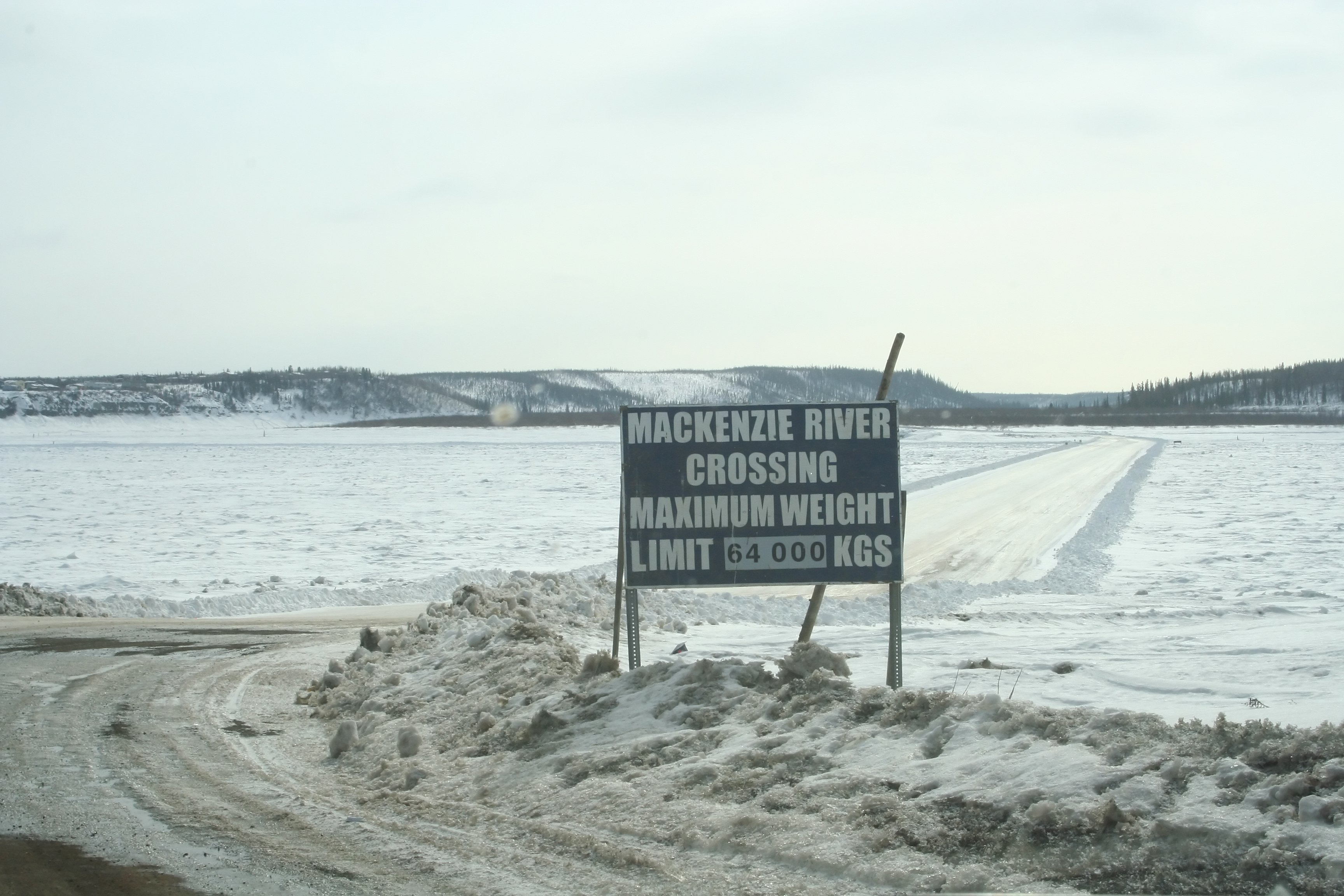
ノースウェスト準州・トサイイジチックのマッケンジー川を渡るアイスロード

アイスロードは木や岩、その他の障害物のない平坦でスムーズな走行を可能にする。雪は除去され、湖を結ぶ短い陸路を連結して作ることもある。アイスロードに似たものとして、南極のウィルキンス飛行場のようなブルーアイスの滑走路や湖氷を利用した北極のドリス湖飛行場のように、極地では氷上滑走路（英語: blue ice runway）も一般的である。緊急着陸用の滑走路として結氷面を利用することもできる。
こうした道路は一般に、泥炭地であったり、その他の様々な理由で通年の道路の建設が困難な地域で建設される。冬季にはこうした障害はいくらか解消される。例えばカナダ・ノースウェスト準州のイヌヴィックとトゥクトヤクトゥクを結ぶ区間のように、アイスロードがあることによって1年のうち数ヶ月、ほぼ水平で迂回のほとんどない走行が実現される。
冬に水面が凍結すると、アースオーガーによって穴をあけて水を溢れさせ、路面を厚くすることでアイスロードがつくられる。表面を除雪し、氷点下（-50℃程度）の大気に直接触れされることでより速やかに氷が厚くなる。夏に氷が解けた後も、道路の影響を上空からブッシュプレーンの窓越しに見ることができる。氷が光を遮って植物や藻類の成長を妨げることで、湖底に直線状に草のない部分が残るのである。
夏季にはカーフェリーがしばしば使われる。春と秋にはたいてい、フェリーの運航には氷が多すぎ、アイスロードを作るには少なすぎる期間が存在する。

## 自動車走行

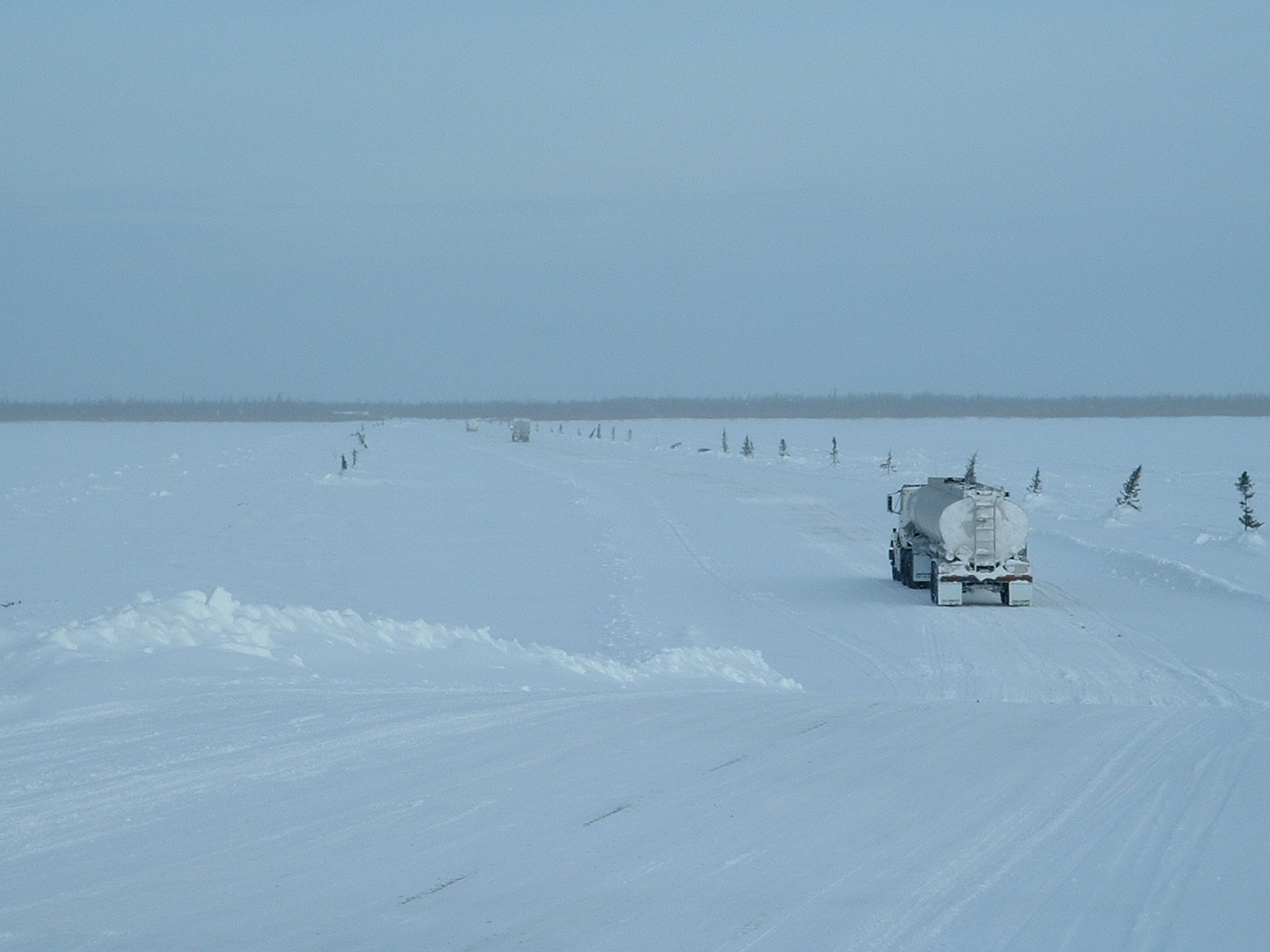
カナダ・北オンタリオ地方、ムースニーとアタワピスカト間を結ぶオールバニー川の冬季道路を渡る自動車。道路の縁には目印として小さな木が植えられている。大型車は広い間隔と低速度を維持しなければならない。

冬季には陸地より走行するのが容易であるとはいえ、水上の道路の利用はかなりの危険を伴う。トラックの重みで凍結面の下に波が立たないように、一般に速度は時速25kmに制限される。波が立つと道路に損傷を与えたり、海岸線から氷が剥離するなどして危険が及ぶ可能性があるためである。大きな湖では、気温差によって表面の氷が膨張・収縮し亀裂を生む氷丘脈が起こる危険もある。
アイスロードは通常大型トラック（牽引自動車など）の走行する場であるが、ピックアップトラックや小型自動車、スノーモービルなどの小さな自動車も見ることがある。
氷を主要な土木材として用いるには、特殊な建築技術が必要となる。例えば、湖岸などの段差を越える傾斜を作るために、湖の水を汲み出し雪と混ぜて氷泥を作り、傾斜面の形にし、その後強い冷気にさらして急激に凍らせる。摩耗して損傷した道路は、水を浅く溢れさせて凍結させ、新たな結氷面を作ることで修復する。

## 各地の道路

### 南極

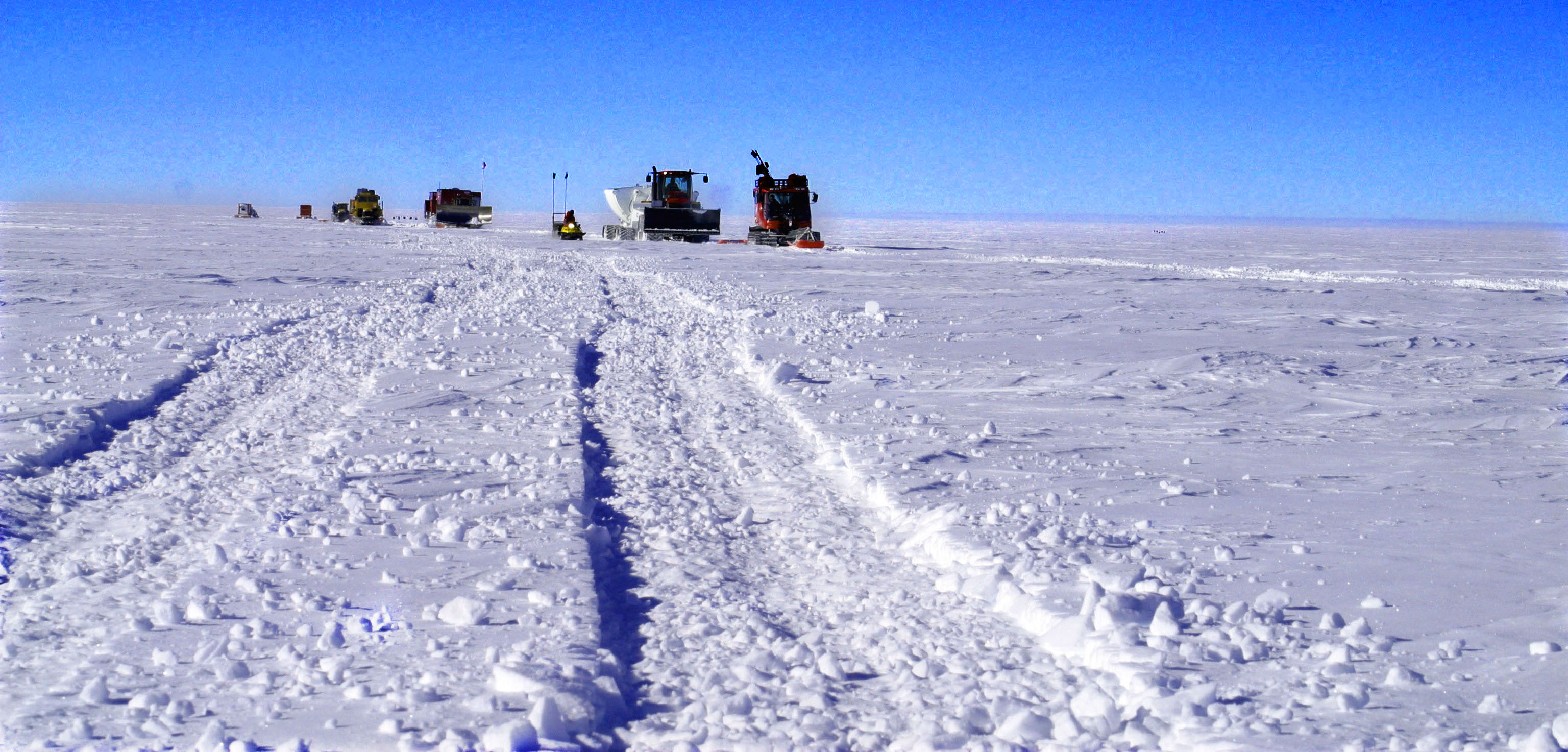
2006年初頭、マクマード南極点道路を通る輸送隊。

マクマード南極点道路は全長約1,400kmにおよぶ道路で、沿岸部のアメリカのマクマード基地と南極点にあるアムンゼン・スコット基地を連絡する。この道は雪をならしクレバスを埋めることで作られたが、舗装はされていない。道路を示すために旗が立っている。
アメリカ合衆国南極プログラムは南半球の夏季に2本のアイスロードを保全している。1本はロス棚氷のペガサス滑走路へのアクセスを確保するもので、マクマード基地から滑走路までの距離は約22.5kmに及ぶ。もう1つの道路は海氷上のアイス・ランウェイに至る道で、長さは氷の安定性などの諸条件によって毎年変動する。こうした道はマクマード基地やスコット基地、アムンゼン・スコット基地への物資の補給に重要な役割を果たしている。

### カナダ
史上最古のアイスロードは1930年代にカナダ北部に建設された。航空便では荷が重すぎ、非凍結時に標準規格の道路を造るには土壌がぬかるみすぎている地域において、トラクタートレインと呼ばれる重い荷物を牽引する採鉱用のキャタピラ車を利用するためである。後にトラクターによる貨物輸送は北部では見られなくなり、整備されたアイスロードによるトラック輸送に取って代わられた。極北では、1950年代にグリムショー運輸のアル・ハミルトンが初めてアイスロードを設計し、のち1960年代にはバイヤーズ運輸のジョン・デニソンが、1980年代にはロビンソン・トラックがこれを改良した。
冬季道路やアイスロードは主にいくつかの州の北部にあるほか、人口の希薄な北部のユーコン準州やノースウェスト準州、ヌナブト準州でも見られる。ヌナブト準州には通年道路も数多くある一方で、ヌナブトとノースウェスト準州のティビット湖を結ぶ「ティビット・コントウォイト冬季道路」が北米他地域の道路網への唯一のアクセス手段となっている。

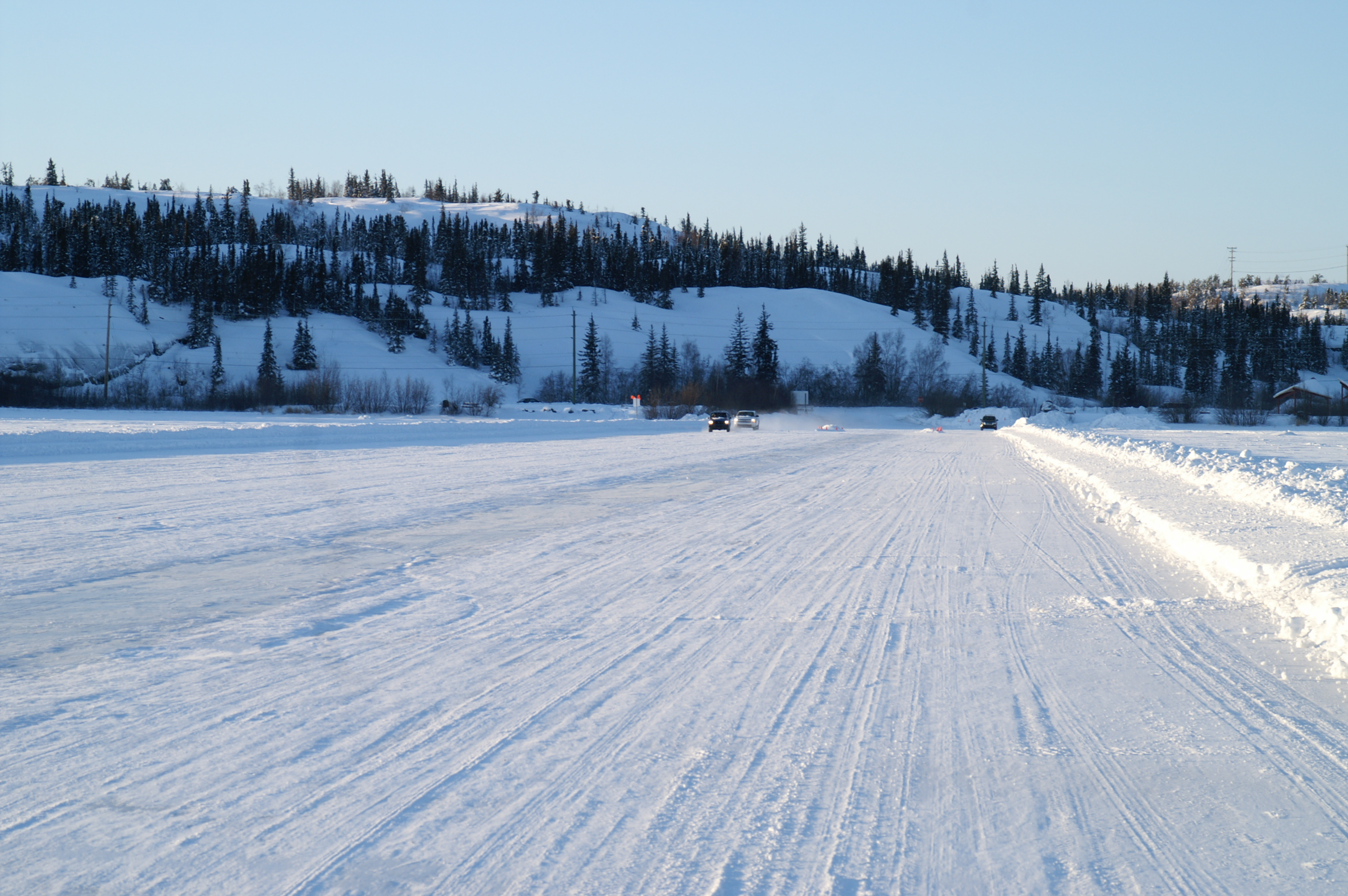
グレートスレーブ湖のアイスロード

ノースウェスト準州の冬季道路は、トゥクトヤクトゥク冬季道路をはじめとして、様々な孤立集落や採鉱場を準州内の高速道路網に連絡している。ダイアヴィク鉱山はダイアヴィック空港とアイスロードでしかアクセス出来ないため、燃料や重機はアイスロードが形成される冬期にしか運搬出来ない。
冬季道路はカナダ各州の人口希薄な北部地域においても見ることができる。オンタリオ州のオールバニー川以北に位置する村落のほとんどは冬季道路の恩恵を受けている。州内で通年の高速道路が通じている北限の集落は599号線の終端に位置するピックルレイクであるが、北西オンタリオ地方の冬季道路のほとんどは、ここから北に延びる通年の砂利道である北西オンタリオ資源道路に結ばれている。北東オンタリオ地方では集落のいくつかはムースニーに結ばれており、この街は南部へ鉄道が通じているが道路でのアクセスは存在しない。

### 中国
ロシアと中国の間の輸送網は国境の街を結ぶアイスロードに大きく依存している。中露国境の冬季の気温は、1月の平均最低気温で-20℃～-25℃に達するため、アムール川やウスリー川のような国境の河川は10月末から11月末には十分凍結する。代表的なアイスロードの例としては、黒河市とブラゴヴェシチェンスクを結ぶものや、綏芬河市とポグラニチニを結ぶものが挙げられる。

### エストニア

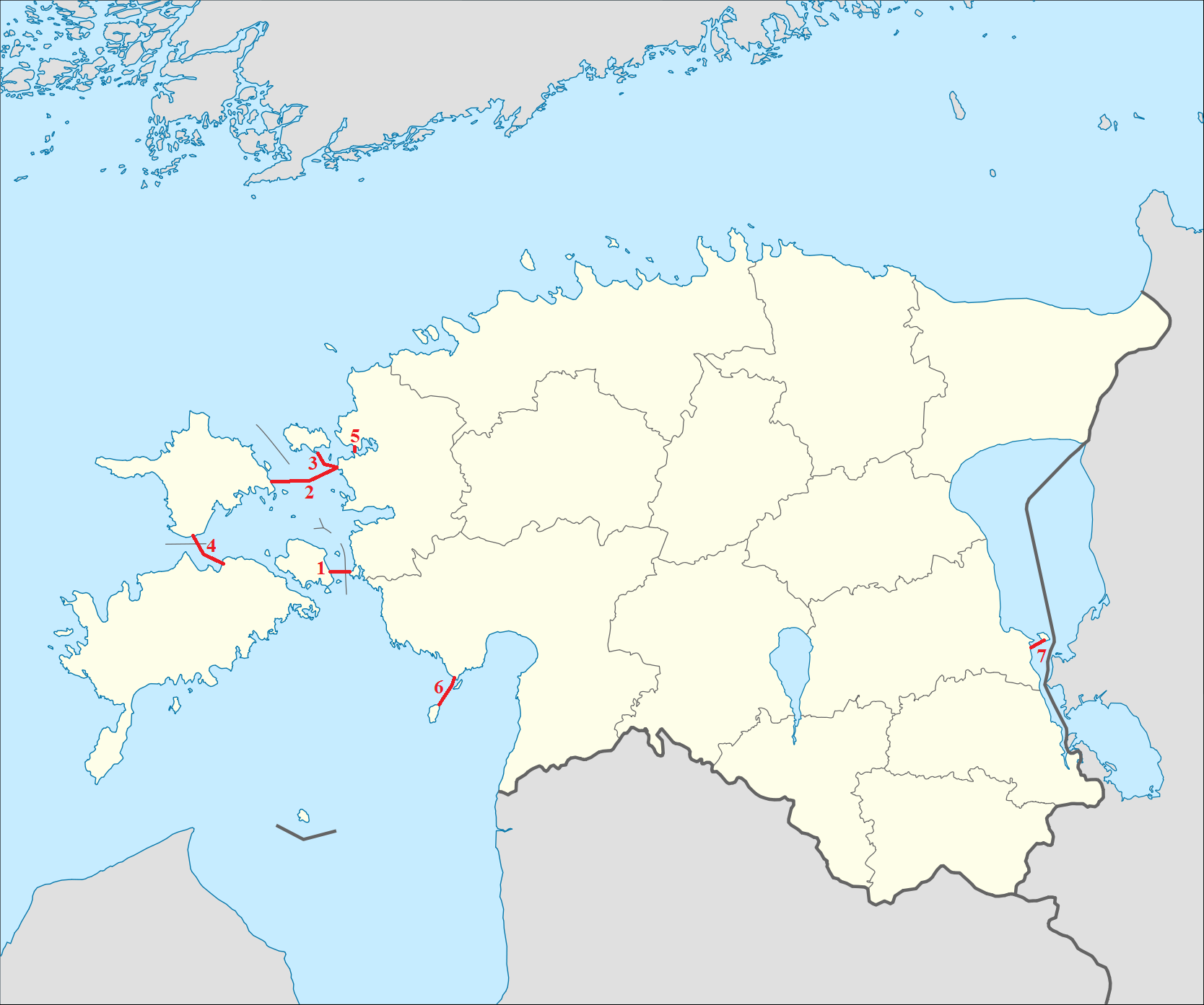
エストニアの官営アイスロード

冬のアイスロード運営はエストニア道路管理局が管轄している。アイスロードは、道路全体の氷の厚さが少なくとも22cm以上のときに開通することになっている。ペイプシ湖のピーリッサール島に向かうアイスロードはほぼ毎年開通しており、バルト海上のヒーウマー島・ヴォルムシ島・ムフ島・キフヌ島各島とエストニア本土を結ぶ道路、およびサーレマー島とヒーウマー島間、ハープサルとノアローツィ間の道路は厳冬の年のみ開通する。2011年現在、ヨーロッパ最長のアイスロードは本土のロフクラとヒーウマー島のヘルテルマーを結ぶ26.5kmのものである。
アイスロードの走行にかかる制限は以下のようになっている。

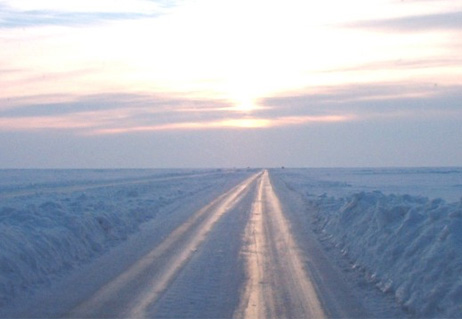
ヒーウマー島とエストニア本土を結ぶアイスロード（2003年）

- 状況による重量制限（基本的に2t～2.5t）
- 同一方向へ走る車両は最低250mの間隔を取る
- 推奨走行速度は時速25km以下もしくは時速40～70km。時速25～40kmは氷の層に共鳴を引き起こす危険性があるので非推奨（自動車の速度と波速が同程度になると、波が大きくなり氷を損傷する恐れがある）
- 氷の割れ目で溺死する恐れがあるため、シートベルトの着用禁止、ドアはすぐに開けられる状況を保つ[3]
- 停車禁止
- 車両は3分ずつ間を取って入構する
- 昼間のみ走行可能

道路長は以下の通り。
- ヴィルツ（本土）―クイヴァストゥ（ムフ島）間 - 9.0km
- ロフクラ（本土）―ヘルテルマー（ヒーウマー島）間 - 26.5km
- ロフクラ（本土）―スヴィプ（ヴォルムシ島）間 - 10.2km
- タルクマ（ヒーウマー島）―トリーキ（サーレマー島） - 14.5km
- ハープサル―ノアローツィ間 - 3.2km
- ハープサル（本土）―キフヌ（キフヌ島）間 - 13.0km

### フィンランド

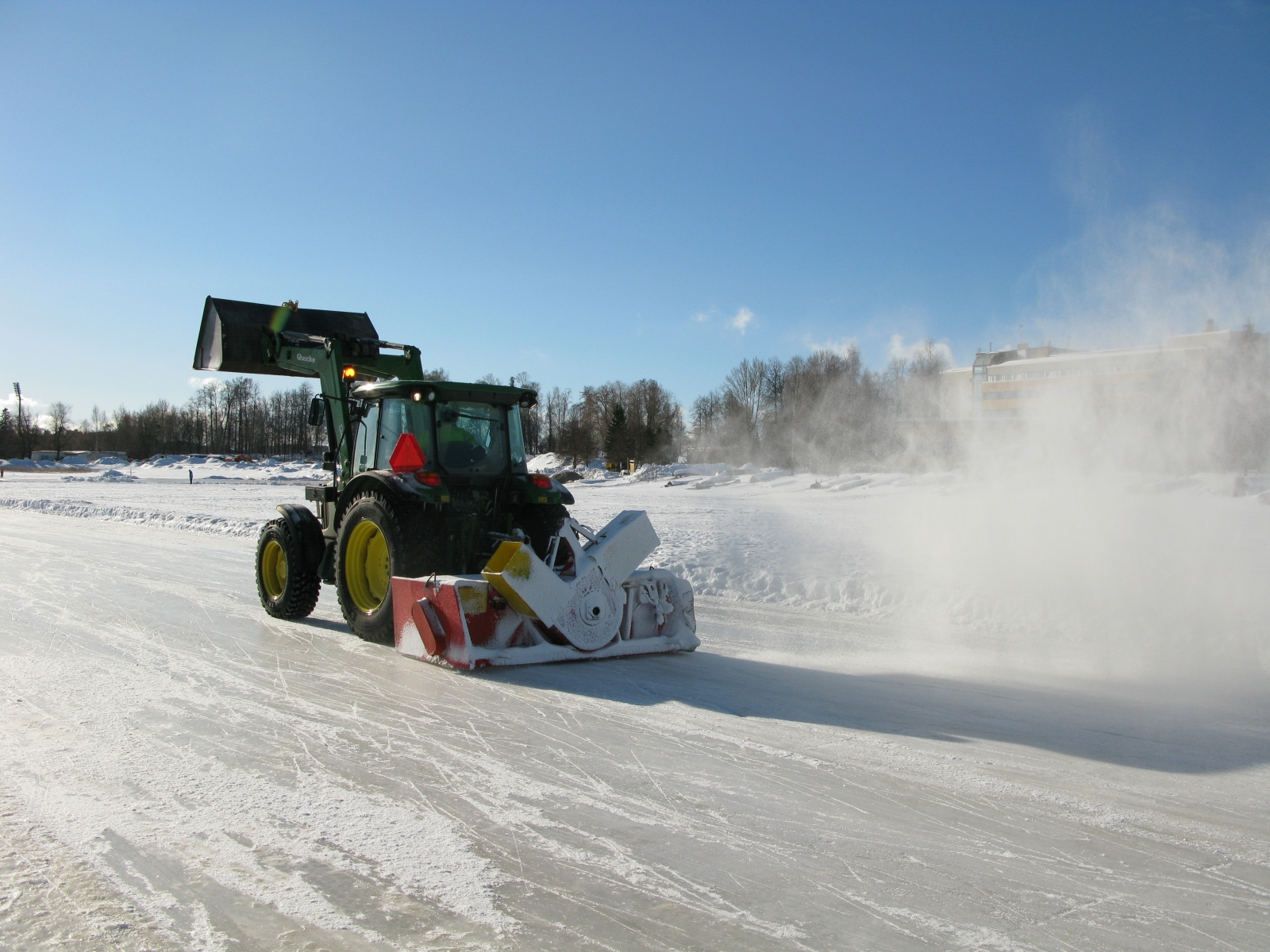
クオピオのカッラ湖上を除雪するトラクター

フィンランド運輸局が冬季のアイスロードを管理している。これらの道路は開放時は公道と見なされる。最長のものはピエリネン湖上を横断する道で、全長7kmである。道路の開通には、氷は少なくとも40cmの厚さが求められる。アイスロードにかかる規制は以下のとおりである。
- 3tの重量制限（氷の厚さに応じて引き上げ）
- 時速50kmの速度規制
- 同一方向へ走る車両は50m以上の間隔を取る
- 追い越し禁止
- 停車禁止

厳寒の年には、フィンランド本土からオーランド諸島、さらに諸島内の各所へ私営のアイスロードが建設される。こうした道路の利用は保険の適用範囲外である。
アイスロードの上で停車することは認められていないが、道路から脇にそれて走行し、車を停めて釣りに出掛けることは一般的である。冬にはアイスロードを全く経由せずに氷上を通ってアクセスできるコテージもある。

### ノルウェー
タナ川の上には通例12月から4月にかけて2本のアイスロードがつくられる。走行には2tの重量制限があるが、その他の制限はほとんどない。ノルウェーの至る所に凍結した川を渡るアイスロードが無数に存在する。

### ロシア

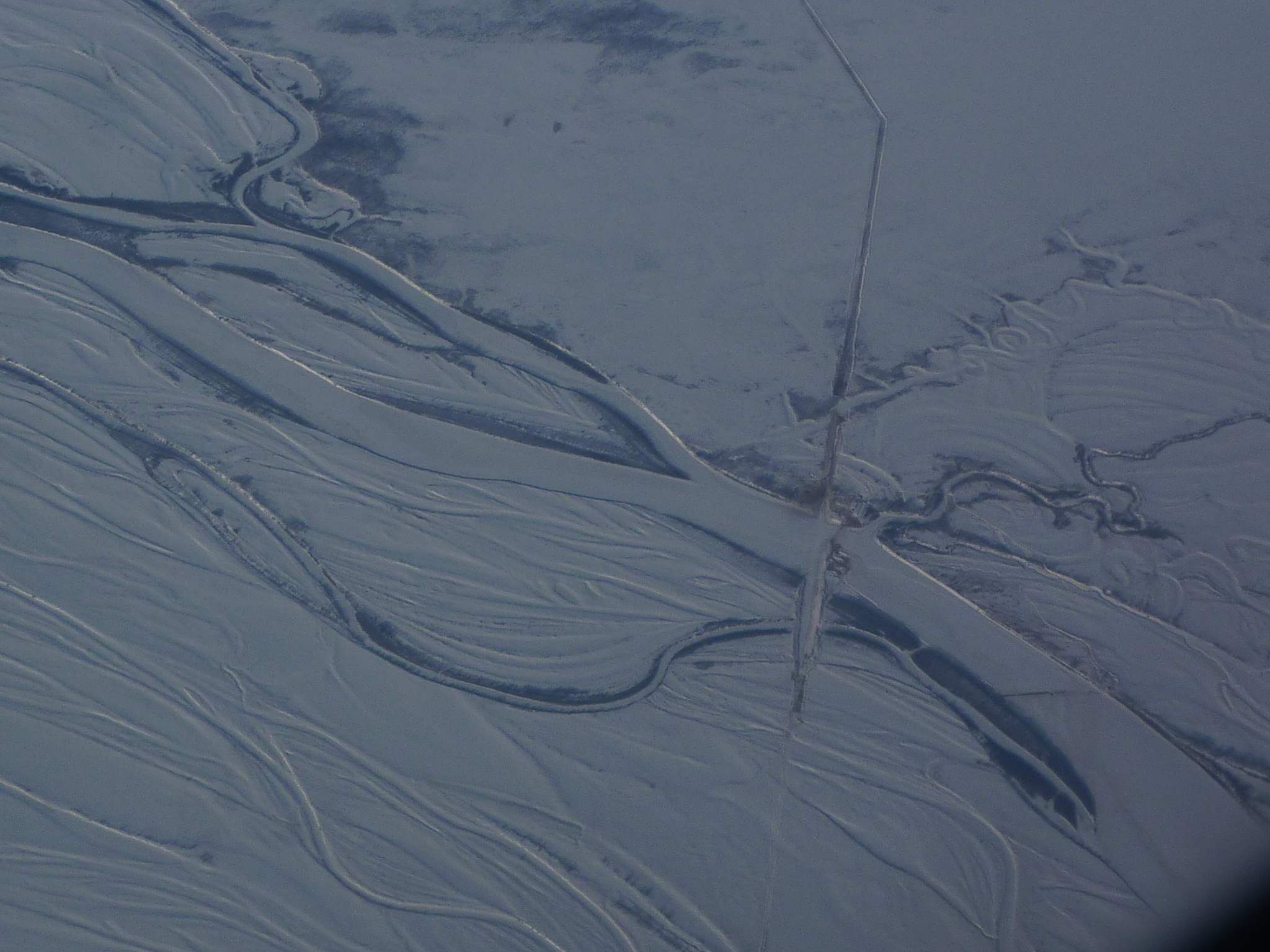
ハバロフスクより約40km北東、アムール川の支流を渡るアイスロード

アイスロードの一例として、ラドガ湖を横切るダローガ・ジーズニ（命の道）がある。これは第二次世界大戦のレニングラード包囲戦において、冬の間レニングラードに至る唯一の交通手段となった。
レナ川上には冬季に何百キロもの長さのアイスロードが造られる。
ロシアと中国の間にはアムール川を渡って国境を越える地点が数ヶ所存在するが、冬にはアイスロードが、夏にはフェリーが用意されている。

### スウェーデン
スウェーデンの北部には多くのアイスロードがある。スウェーデン道路庁が大部分を管理しているが、私有のものも存在する。アイスロードは通常氷の厚さが20cmを超えると敷設される。交通制限には通例以下のようなものがある。
- 時速30km以下
- 氷上での駐停車の禁止
- 最低50mの車間距離の確保
- 車輪軸、ボギー台車の重量及び総重量の制限

スウェーデンで最長のアイスロードは15kmで、ボスニア湾最北部のルレオ諸島にある。これはヒンデシェストラナ港に端を発し、ヒンデシュ島、ストール・ブランド島、ロング島を本土と接続している。ルレオのアイスロードは通例1月から4月にかけて稼働し、2～4tの重量制限がかけられる。ストゥール湖上にも数本のアイスロードがあり、開通時期や重量制限はルレオのものと同様である。スウェーデン最南のアイスロードはイェルマレン湖上、ヴィン島に渡るもので、氷が薄いため開通しない年もある。
他のアイスロードと同様に、フェリーを運航するには氷が多すぎ、アイスロードを作るには少なすぎる期間が存在する。湖底や海底にパイプから圧縮空気を送ることである程度氷の形成を防ごうとする試みもあった。アイスロードはフェリー航路からある程度離れたところに設置する必要がある。スウェーデンにはフェリーやアイスロードに代わる迂回路として橋や湾岸を通る道路のうち、80kmを超えるものはない。ホルム島のような島嶼を結ぶ道にはいくつか例外があるが、ここでは砕氷能力の高いフェリーが用いられている。

### アメリカ
合衆国大陸部・スペリオル湖上に、本土のウィスコンシン州ベイフィールドとマデリン島のラ・ポイントを結ぶアイスロードがある。道路は約3.2kmの長さで、夏場のフェリー航路に代わって年に数週間供用される。道路を建設するには氷が薄く、フェリーの航行には厚すぎる場合は、学童を島から本土へ送るのにホバークラフトが利用される。ミシガン州のマキナック海峡では、マキノー島およびボイ・ブランク島と本土とを季節的にアイスロードが結んでいる。
アラスカ州のプルドーベイには、北極海を横断する40kmの長さのアイスロードがあり、時速16kmに制限されている。冬の数ヶ月、海上の油田開発のために利用される。プルドー湾から延びるアイスロードは他にもあり、アラスカ州ポイント・トムソンへ至るもので、ボーフォート海上に109kmにわたって延びている。このアイスロードは主にポイント・トムソンに物資を供給するピックアップトラックが利用している。
夏の間道路の存在しないクパルク油田とアルペン油田を結ぶアイスロードも存在する。この道路はコルヴィル川に沿ってナイーキュース集落にも通じている。道路はおよそ全長50kmで、アルペン油田の運営に欠かせない物資の供給や掘削機の輸送に利用されている。

## メディアでの扱い
2003年にはダイアヴィク鉱山までのアイスロードを作るスタッフや貨物を運搬するトラック運転手に密着したドキュメンタリーがNHKで放送された。
2008年の映画フローズン・リバーは、凍り付いたセントローレンス川を車で渡ってカナダからアメリカへ向かう不法移民の移送に携わる2人の女性を描いた物語である。
カナダとアラスカのアイスロードは、アイスロード・トラッカーズにて大々的に取り上げられた。